# Netherlands Fractal Pattern

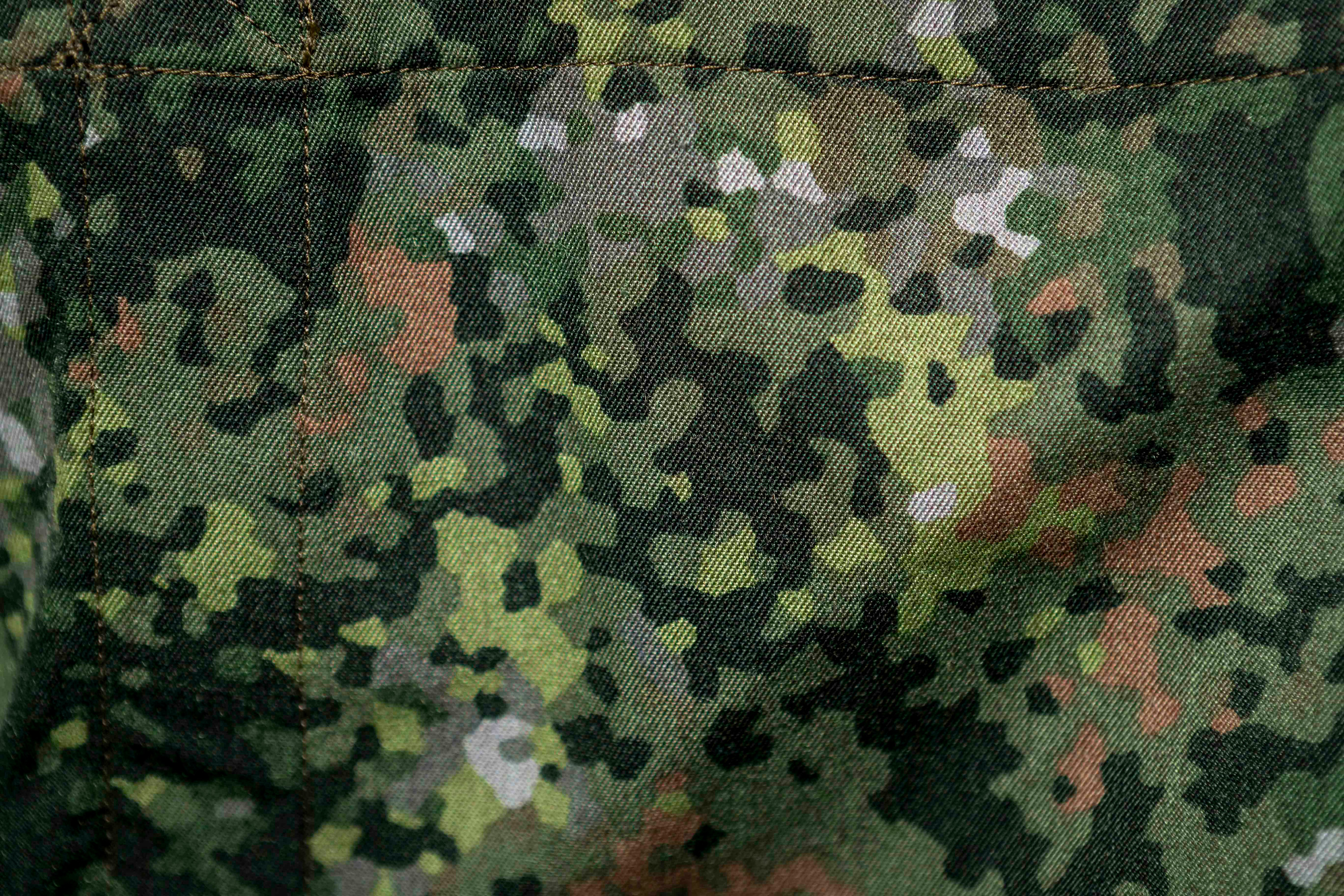
NFP-Green

Het Netherlands Fractal Pattern (NFP) is een camouflagepatroon dat is ontwikkeld door TNO en het ministerie van Defensie voor gebruik bij de gevechtskleding en -uitrusting van de Nederlandse krijgsmacht.

## Ontwikkeling
In 2008 begon het onderzoeks- en ontwikkelingsproces van een nieuw camouflagepatroon voor de Nederlandse krijgsmacht. In de beginfase werden vijf patronen geanalyseerd; een fractaal, woestijn, bos, stedelijk en universeel patroon. In een latere fase werden acht patronen bestudeerd met potentiële invoering als oogmerk, waaronder het commerciële Amerikaanse patroon Multicam en zeven andere terreingebonden patronen. De criteria voor de invoering van het nieuwe patroon waren effectiviteit in verschillende omgevingen, het psychologische effect op de gebruiker en het onderscheid van de camouflagepatronen van andere landen.
Het NFP-patroon werd in 2009 voor het eerst in het openbaar waargenomen tijdens de Landmachtdagen. In 2011 zou de Noorse firma NFM Group een aanbieding hebben gedaan om gevechtskleding in het NFP-patroon te produceren. In 2012 liet het ministerie van Defensie een marktconsultatie uitvoeren voor de levering van gevechtskleding in het NFP-patroon. Het pakket van eisen benoemde onder meer het gebruik van brandvertragende en geïmpregneerd materiaal, de initiële levering zou moeten bestaan uit 13.500 pakketten.
In 2013 werd bekend dat een aantal operators van de 104 Commandotroepencompagnie van het Korps Commandotroepen uitrusting in NFP-camouflage droegen tijdens een contraterreuroefening in Israël.
Gedurende het 200-jarige jubileum van de Koninklijke Landmacht in 2014 pakte het dagblad Metro uit met een uitgebreide reportage over het toekomstige camouflagepatroon en de bijbehorende uitrusting. Hierin werden gevechtstenues in zowel NFP Green als NFP Tan getoond.
De aanschaf van de nieuwe kleding en uitrusting geschiedt binnen het verwervingsproject Soldier TRansformation OnGoing (STRONG). STRONG bestaat uit het Verbeterd Operationeel Soldaat Systeem (VOSS), dat voorziet in de uitrusting voor de te voet optredende militairen van gevechtseenheden, het Defensie Operationeel Kledingsysteem (DOKS) dat voorziet in de uitrusting voor de gehele krijgsmacht en het Keuze Concept Gevechtslaars, dat elke militair gaat voorzien van een specifieke schoen bij zijn of haar functie, maar ook de uitrol van de nieuwe gevechtshelm.
Sinds 2019 zijn de overalls van de Nederlandse tankers van het Duits-Nederlandse 414 Tankbataljon reeds uitgevoerd in het patroon. Vanaf eind 2019 waren er al enkele uitrustingsstukken over op NFP Multitone, en voor 2021 was de uitrol van uitrusting in kader van de projecten DOKS en VOSS gepland.
In januari 2020, tijdens de Resolute Support Mission in Afghanistan werd uitrusting in NFP voor het eerst gebruikt in een uitzendgebied.

## Onderdelen

### Helm
In augustus 2019 maakte de Defensie Materieel Organisatie (DMO) de ondertekening van een contract met de Amerikaanse firma Revision Military bekend. Revision Military, thans actief onder de naam Galvion, gaat 48.800 helmen van het model Batlskin Viper P6N leveren. Tevens verbindt Galvion zich met het contract voor een periode van 15 jaar aan het onderhoud en de ondersteuning van het project. Gelijktijdig worden er ook ongeveer 55.000 helmovertrekken aangekocht in NFP Green, NFP Tan en NFP White.
De P6N-helm is uitgevoerd in de kleur NFP MonoAverage, de standaard uni-kleur, en wordt standaard voorzien van een helmovertrek in NFP Green. Voor personeel van de Koninklijke Marechaussee is de helm uitgevoerd in het zwart.
Op 27 januari 2021 ontvingen militairen van 12 Infanteriebataljon van 11 Luchtmobiele Brigade in Schaarsbergen als eerste eenheid de nieuwe gevechtshelm.
In juli 2021 werd bekend dat de leverancier van de nieuwe gevechtshelm onverwacht minder exemplaren kan leveren. Hierdoor stopt Defensie tijdelijk met de uitgifte aan militairen, er waren reeds 5.000 helmen uitgereikt en 15.000 ingemeten.

### Kleding
Op 6 augustus 2020 maakte Defensie bekend dat de levering van nieuwe gevechtskleding binnen het project Defensie Operationeel Kleding Systeem (DOKS) ruim een jaar was vertraagd. Een van de afgewezen leveranciers spande met succes een kort geding aan tegen Defensie - aanbestedingsstukken bleken op meerdere onderdelen onduidelijk en voor meerdere uitleg vatbaar. Hierop besloot de uitkomst van het kort geding niet af te wachten en de voorlopige gunning in te trekken.
Gelijktijdig kondigde het ministerie de uitlevering van een interim kledingpakket aan, welke plaats zou moeten vinden vanaf medio 2021. Dit gevechtstenue is gebaseerd op het marinierstenue, maar uitgevoerd in het Netherlands Fractal Pattern. Naast het NFP gevechtspak (basisjas en -broek) bestaat het interim NFP-pakket uit combat shirts, een regenjas en een baseball cap. Op 30 september 2021 werd bekend dat de Duitse producent Hexonia de aanbesteding voor de levering van diverse modellen combat shirts had gewonnen. De 63.000 regenjassen van het interim kledingpakket, geleverd door het Oostenrijkse Carinthia, blijven tevens onderdeel van het basiskledingpakket.
Op 19 februari 2021 kondigde Defensie de aanvang van de productie van de interim NFP-gevechtskleding aan, hiervoor werd een contract ondertekend met de Poolse producent Unifeq. Eind 2021 zou de uitlevering van de interim gevechtskleding moeten aanvangen.
Op 9 augustus maakte Defensie bekend dat ook de levering van het interim kledingpakket vertraging had opgelopen. De geselecteerde leverancier zou niet voldoen aan de gestelde kwaliteitseisen, hierop werd met spoed een andere fabrikant uit de aanbesteding geselecteerd. De uitlevering van de interim gevechtspakken stond gepland voor 2022. Inmiddels is het overgrote deel van de operationele krijgsmacht voorzien van een interim kledingpakket. 

## Varianten
- NFP Green: een variant voor bosrijke en stedelijke gebieden in West- en Oost-Europa.
- NFP Tan: variant voor droge gebieden, zoals woestijn, steppes en savannen.
- NFP Blue: variant voor het boordpersoneel van de Koninklijke Marine.[19]
- NFP Multitone: variant voor de  uitrustingsstukken (zoals rugzakken). Om uitrustingsstukken te laten passen bij de Green en de Tan variant is gekozen voor 4 kleuren die uit NFP-Green en NFP-Tan zijn samengesteld.
- NFP MonoAverage: een uni-kleur voor niet-operationele uitrusting (ondergoed).
- NFP MonoAverage Dark Green: een uni-kleur voor niet-operationele uitrusting maar wel bijpassend bij NFP Green (breisels in een combatshirt).
- NFP MonoTan: een uni-kleur voor niet-operationele uitrusting maar wel bijpassend bij NFP Tan (breisels in een combatshirt).
- NFP MonoAverage Blue: een uni-kleur voor (niet-) operationele uitrusting specifiek voor ‘blauw optreden’ (CZSK,KMAR,DBBO)
- NFP White: variant voor optreden in arctische omgeving, tot nu toe alleen nog beschikbaar in helmovertrekken.[bron?]

## Galerij

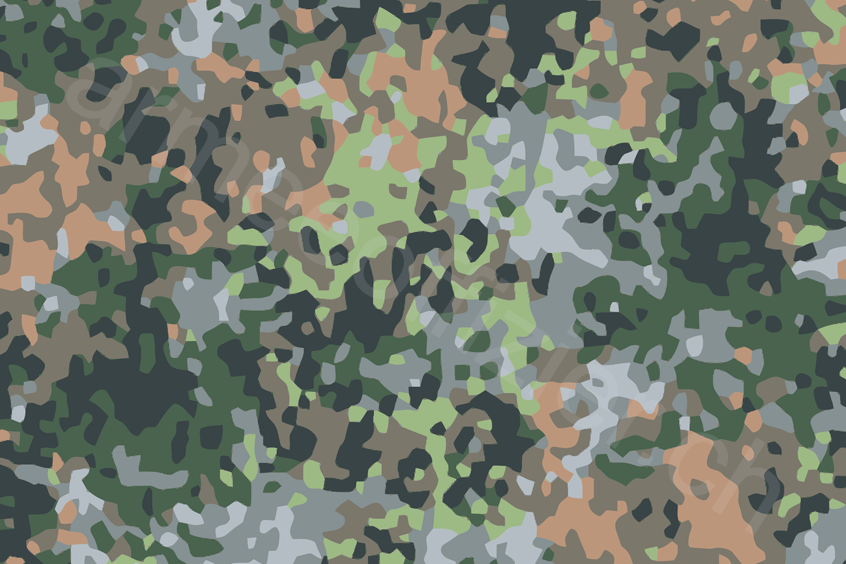
NFP-Green
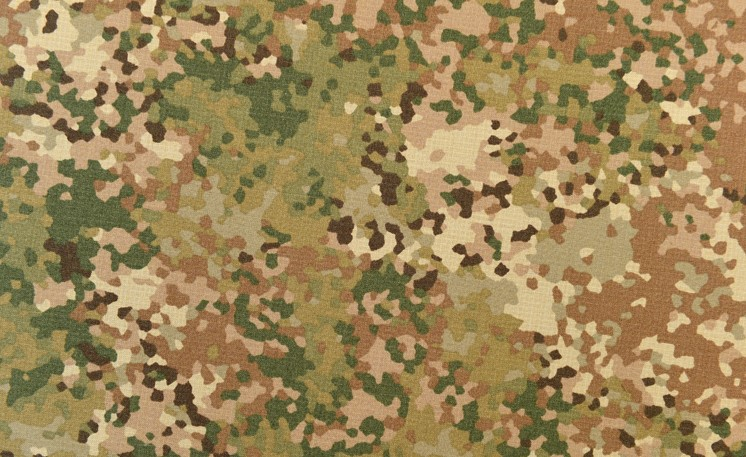
NFP-Tan
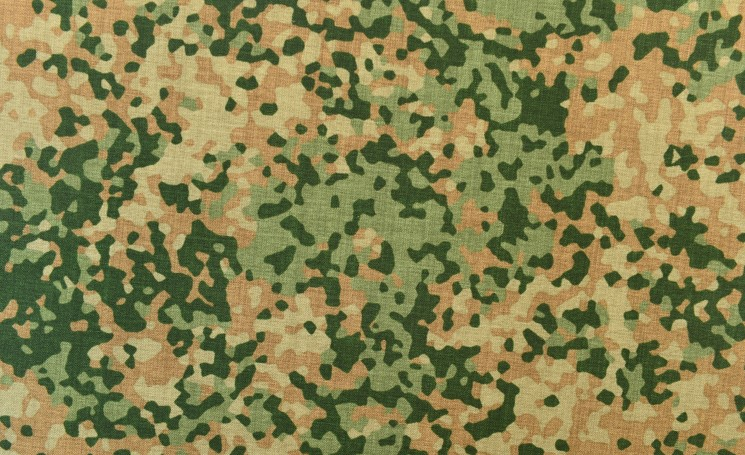
NFP-Multitone
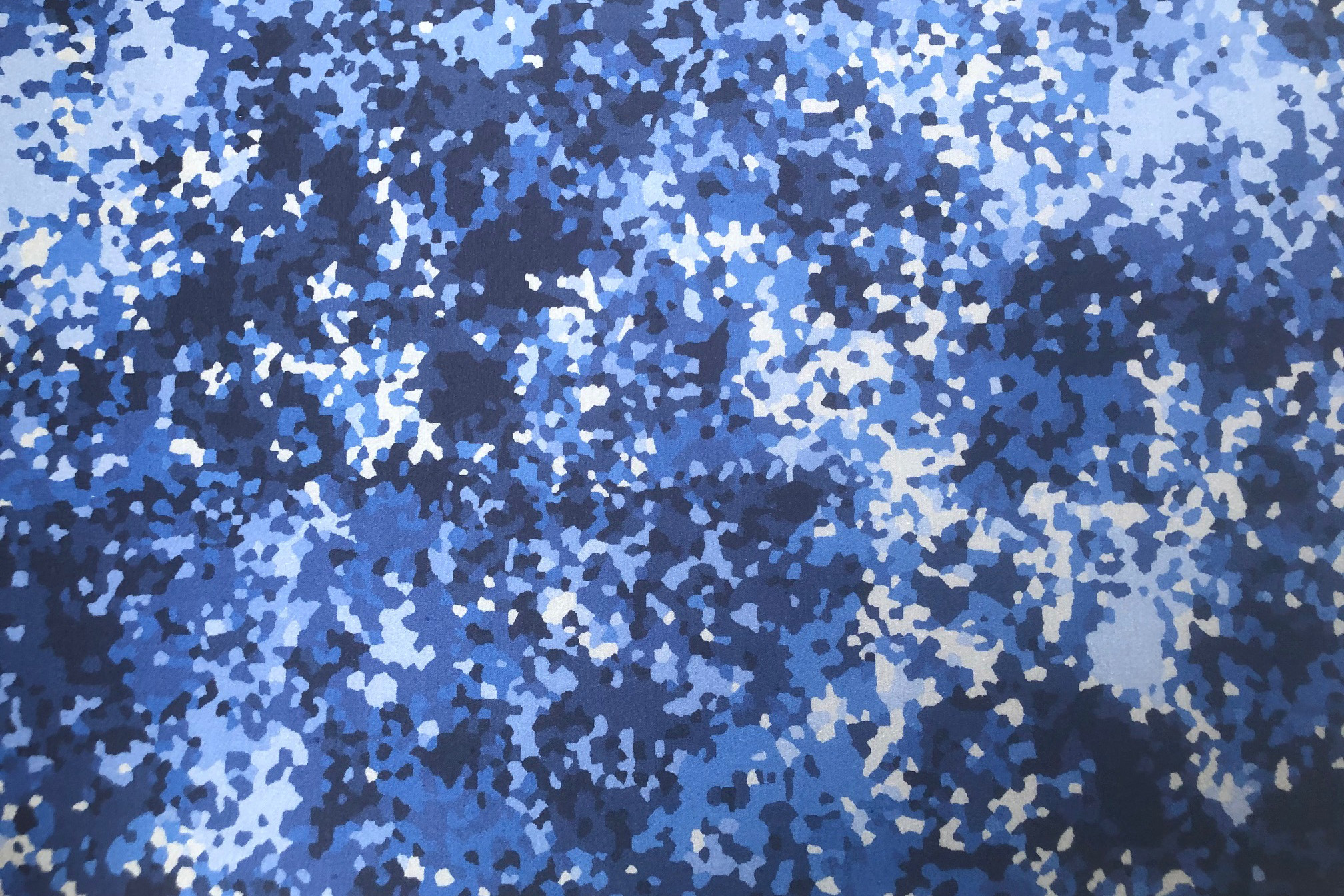
NFP-Blue